# Walter Rein
Walter Rein (Erfurt, 10 december 1893 - Berlijn, 18 juni 1955) was een Duits componist.
Walter Rein was leraar en studeerde vanaf 1920 muziek (onder meer bij Richard Wetz). Later gaf hij les te Kassel, Frankfurt am Main, Weilburg en vanaf 1935 te Berlijn. 
Hij componeerde vooral vocale werken. 
- Gemeinsame Normdatei: 116415517
- International Standard Name Identifier: 0000 0000 8375 1352
- Library of Congress Control Number: no88002119
- Nationale Bibliotheek van Letland: 000048895
- MusicBrainz: 96e82503-847b-45b0-90d4-250a05574893
- Nationale Bibliotheek van Tsjechië: mzk2010585286
- Nationale Bibliotheek van Israël: 987007399325805171
- Nederlandse Thesaurus van Auteursnamen: 074409158
- Istituto Centrale per il Catalogo Unico: DDSV059499
- Système universitaire de documentation: 182245012
- Virtual International Authority File: 40129425
- WorldCat: E39PBJcccmqKmtpTrJvPYQCJDq